# Pilar Estébanez
Pilar Estébanez Estébanez (Palencia, 1 de junio de 1951-Madrid, 16 de septiembre de 2021) fue una científica e investigadora española fundadora y presidenta de honor de Médicos del Mundo en España desde 1990 y de la Sociedad Española de Medicina Humanitaria.

## Trayectoria profesional
Se licenció en Medicina en la Universidad de Salamanca (1974) y era doctora cum laude en Medicina por la Universidad Autónoma de Madrid (1996), (tesis: Estudio de los factores de riesgo para la salud y para las ETS particularmente el SIDA en el trabajo sexual femenino en España). En 1992 obtuvo un master en la London School of Hygiene and Tropical Medicine. Su campo de investigación fue desarrollado sobre el virus del VIH y el SIDA; realizó dos tesis doctorales sobre esta enfermedad, por ello fue reconocida con el Premio de ONUSIDA (1998). 
En el año 2001 participó como “miembro especial” en la Asamblea de Naciones Unidas sobre el SIDA, además de en numerosos congresos internacionales. Creó y codirigió el master Internacional de Medicina Humanitaria con el fin de impulsar la ayuda humanitaria en el mundo. Fue concejala por el Partido Socialista Español en el Ayuntamiento de Madrid.

## Publicaciones
Fue Directora Científica de la Videoteca Internacional de Medicina Humanitaria y además de autora de diversos manuales, como el libro Medicina Humanitaria (Ed. Díaz de Santos). y Asistencia Sanitaria en crisis humanitarias.
Dialnet ofrece una extensa relación de más de cien publicaciones en un período comprendido entre 1985 y 2015.